# Людина-звір (фільм)
«Людина-звір» (фр. La bête humaine) — французький драматичний фільм 1938 року, поставлений режисером Жаном Ренуаром за однойменним романом Еміля Золя 1890 року.

## Сюжет
Рубо, заступник начальника вокзалу міста Гавр, посварився з високопоставленим пасажиром, який здатний занапастити йому кар'єру. Він просить свою молоду й красиву дружину Северину зв'язатися в Парижі з її хрещеним батьком Гранмореном, людиною впливовою. Мати Северини колись працювала у Гранморена служницею, і тепер він не відмовиться їй допомогти. Коли Северина повертається після зустрічі з хрещеним, Рубо примушує її зізнатися в тому, що вона була коханкою Гранморена, чи, можливо, вона навіть його дочка. Збожеволівши від ревнощів, Рубо замислює вбивство Гранморена, яке відбудеться в купе потягу, де Северина призначила хрещеному побачення. Коли потяг прибуває в Гавр, в купе виявляють труп і починається допит свідків. Серед них — Жак Лантьє, машиніст локомотива «Лізон», що тимчасово стоїть на ремонті. Лантьє повертався в Гавр звичайним пасажиром. Він бачив, як молода жінка проходила по коридору, але з її жестів розуміє, що вона просить його мовчати. Так він і вчиняє. У вбивстві звинувачують браконьєра Кабюша.
Жак Лантьє страждає від спадкового алкоголізму; часом у нього трапляються напади туги або лютої жорстокості, через яку він втрачає здатність контролювати свої вчинки. Одного разу він трохи не задушив подругу дитинства Флору, але шум потягу, що проноситься повз, повернув його до тями. Лантьє часто бачиться з Севериною. Він закоханий в неї, але Северина говорить, що їй потрібний всього лиш надійний друг. Лантьє показує їй локомотив, який став після ремонту як новенький. Северина без зволікань віддається Лантьє. Рубо нічого не знає про цей зв'язок. Северина потихеньку готує Лантьє до думки вбити Рубо.
Одного разу вночі Рубо робить обхід колій. Лантьє, вставши у нього за спиною, готується завдати удару, але не може зважитися. Северина йде від нього. На балу залізничників він говорить їй, що готовий піти на вбивство Рубо, якщо це єдиний спосіб її втримати. Але коли він залишається з нею наодинці, його охоплює напад люті, і жертвою стає Северина: він душить її, а потім добиває ножем. На балу соліст оркестру продовжує співати «Сердечко Нінон». Лантьє всю ніч тиняється вулицями. На ранок він трохи не спізнюється до від'їзду «Лізона», яким повинен управляти. Його друг і напарник Пеке ніколи раніше не бачив його в такому стані. Лантьє вистрибує з потягу на повному ходу. Пеке закриває очі трупу.

## У ролях
| • Жан Габен       | … | Лантьє                         |
| • Сімона Сімон    | … | Северина                       |
| • Фернан Леду     | … | Рубо                           |
| • Жульєн Каретт   | … | Пеке                           |
| • Колетт Режі     | … | Віктуар                        |
| • Женні Еліа      | … | Філомена Сованья               |
| • Жерар Ландрі    | … | Анрі Довернь                   |
| • Жак Берліоз     | … | Гранморен                      |
| • Жан Ренуар      | … | Кабюш                          |
| • Бланшетт Брюнуа | … | Флора                          |
| • Жак Беккер      | … | сантехнік (в титрах відсутній) |

## Знімальна група
- Автор сценарію — Жан Ренуар, Деніз Леблон (діалоги, в титрах відсутня) за однойменним романом Еміля Золя (1890)
- Режисер-постановник — Жан Ренуар
- Продюсери — Робер Акім, Раймон Акім
- Оператор — Курт Курант
- Композитор — Жозеф Косма
- Монтаж — Сюзанн де Тройє, Маргарит Ренуар
- Художник-постановник — Ежен Лур'є
- Художник по костюмах — Лора Лур'є (в титрах відсутня)

## Аналіз
Однойменний роман Е. Золя є частиною серії з 20 творів про одну сім'ю упродовж декількох десятиліть французької історії. Фільм Ренуара тісно (але не детально) взаємозв'язаний з відомим літературним першоджерелом. І, ймовірно, саме тому фільм залишився в тіні інших шедеврів режисера тих років — «Велика ілюзія» (фр. La Grande illusion, 1937) та «Правила гри» (фр. La Règle du jeu, 1939).
Будучи одним з головних виразників ідей натуралізму в літературі, Золя досліджує людські якості членів родини, що впливають та проявляються в наступних поколіннях. Жан Габен, прекрасно виконуючи роль Жака Лантьє, проте, не зміг би донести всю передісторію пристрастей своїх предків, розказану раніше його літературним автором. Розуміючи це, Ренуар відображає потужність і силу свого героя через незвичайні ракурси зйомок локомотива: нищівна залізна потужність і вибухова енергія машини, що нестримно мчить до зумовленого маршрутом кінцевому пункту.
Ренуар приділяє значне місце зовнішній атрибутиці залізниці: фільм починається і закінчується різними точками зйомки потягу, що мчиться, детальна сцена руху по одному з перегонів досягає 10 хвилин. За це стрічка зазнала критики з боку Сергія Ейзенштейна: «У цьому фільмі ми не побачили нічого з дивовижної симфонії залізниць, паротягів, рейок, машинної олії, вугілля, пари і семафорів. При тому, що відповідного образотворчого м'яса — паротягів, рейок, семафорів — у фільмі багато, і знято все це з безперечною любов'ю. Соціальні символи зуміли підім'яти під себе поезію залізниці». У цілому фільм витриманий в дусі поетичного реалізму або, в термінології критиків із США, пре-нуар.

## Критика
- Історик кіно П. Лепроон: «Привабливість фільму в композиції, а не в сюжеті Золя, в умілій його екранізації й у високій якості гри акторів, в гармонійному поєднанні елементів пластики і ритму, що становить суть кінематографа».[5]
- Кінокритик Брайн Коллер: «Антигерой Золя є тим, кого сьогодні назвали б сексуальним злочинцем, потенційним Джеком-різником, який не може контролювати бажання вбивати жінок, з якими був близький. Він це знає, але звинувачує в усьому своїх предків, чиї гріхи прокляли і його. Іронія полягає в тому, що аудиторію змусили повірити, ніби Симона Симон є злочинницею у двосторонніх стосунках, а Габен лише випадково й несподівано стає психом. Проте, її співучасть у вбивстві та замах на вбивство робить її пропащою відповідно до Production Code (неофіційним етичним кодексом кіновиробників), який у Франції дотримувався неухильно».[6]

## Культурний вплив
У 1954 році за сюжетом стрічки режисер Фріц Ланг зняв у США фільм «Людське бажання» (англ. Human Desire) з Гленном Фордом, Глорією Грэм і Бродеріком Кроуфордом.

## Нагороди та номінації
| Список нагород та номінацій            | Список нагород та номінацій | Список нагород та номінацій                  | Список нагород та номінацій | Список нагород та номінацій | Список нагород та номінацій |
| Кінопремія                             | Рік                         | Категорія                                    | Номінант(и)                 | Результат                   | Дж                          |
| -------------------------------------- | --------------------------- | -------------------------------------------- | --------------------------- | --------------------------- | --------------------------- |
| Венеційський міжнародний кінофестиваль | 1939                        | Кубок Муссоліні за найкращий іноземний фільм | Людина-звір                 | Номінація                   |                             |